# Хёнвон
Чхэ Хёнвон (кор. 채형원?, 蔡亨願?; 15 января 1994 года, Квансан, Кванджу, Республика Корея), наиболее известный как Хёнвон, — южнокорейский певец, актёр, модель, диджей, ведущий, композитор и продюсер. Он является участником южнокорейской мужской группы Monsta X и её подгруппы Shownu X Hyungwon, управляемой агентством Starship Entertainment. В 2017 году он начал выступать в качестве диджея под сценическим именем DJ H.ONE.

## Карьера

### Ранняя жизнь и дебют
Хёнвон родился 15 января 1994 года в Кванджу, Республика Корея. В 2014 году, будучи стажёром в компании Starship Entertainment, он работал моделью на различных модных показах, таких как W Hotel и Ceci Fashion Show. С декабря 2014 года он участвовал в реалити-шоу Mnet «No.Mercy», в рамках которого дебютировал в новом хип-хоп бой-бэнде Monsta X.

### 2015—2019: Monsta X, работа диджеем и сольная деятельность

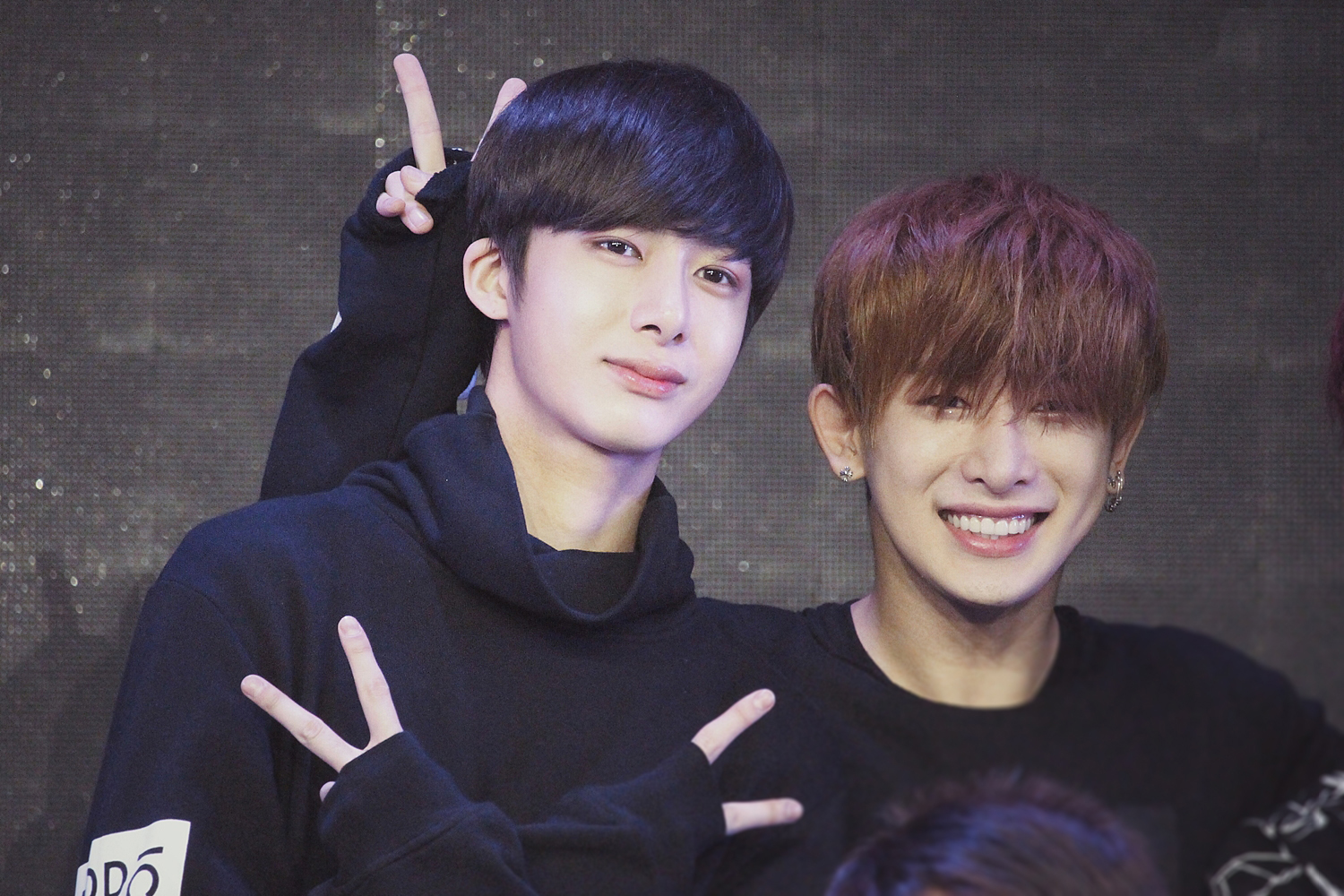
Хёнвон и бывший участник Monsta X, Вонхо, 2015 год

14 мая 2015 года Хёнвон дебютировал в группе Monsta X с выходом их первого мини-альбома Trespass.
В январе 2016 года он снялся в музыкальном клипе K.Will на песню «You Call It Romance». Его выступление получило высокую оценку за создание драматической атмосферы в клипе.

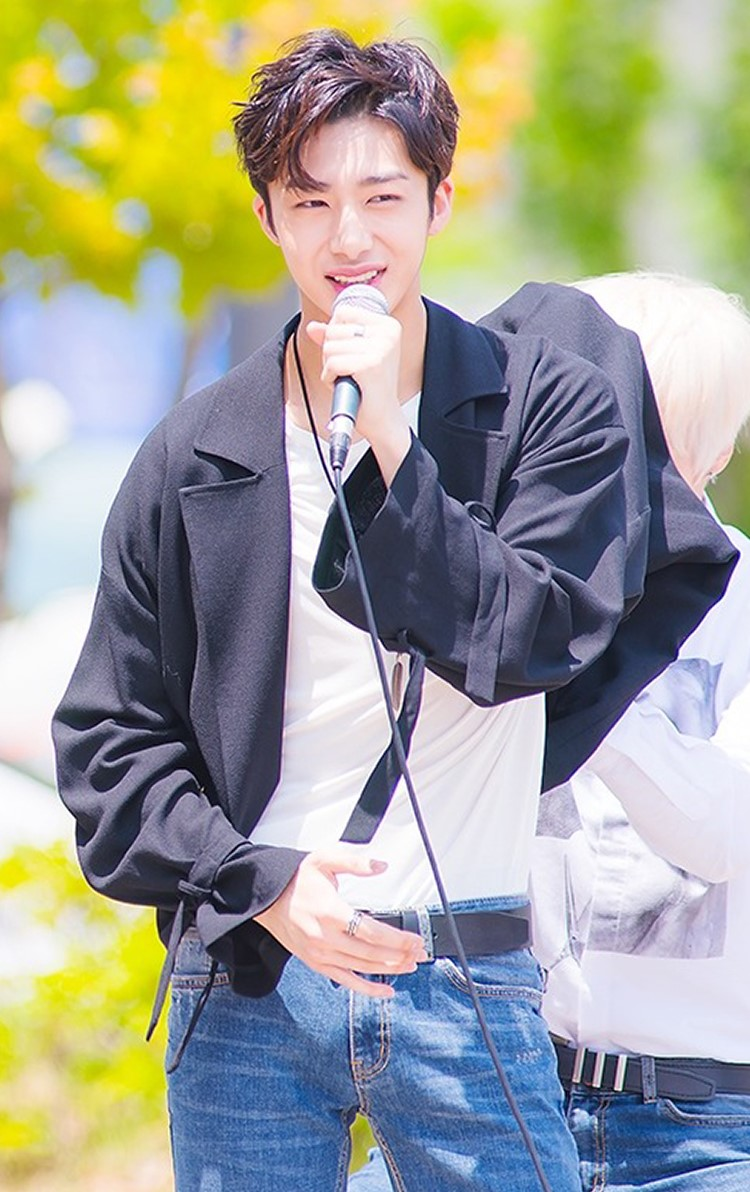
Хёнвон, 2016 год

В марте 2017 года Хёнвон дебютировал в качестве актёра в дораме «Please Find Her», транслировавшейся на телеканале KBS2. Он исполнил роль второстепенного персонажа Чжон Иксу. В мае Хёнвон начал деятельность в качестве диджея под псевдонимом DJ H.ONE. Он выступил на специальном концерте в рамках мероприятия KCON 2017 Japan в Токио вместе с диджеем Джастином О, прошедшем в Макухари Мессе. 10 июня Хёнвон и DJ Justin Oh также выступили на фестивале электронной музыки Ultra Music Festival Korea в Олимпийском стадионе в Сеуле. В сентябре вышел первый сингл Хёнвона в сотрудничестве с DJ Justin Oh под названием «BAM!BAM!BAM!», в котором также участвовал его коллега по группе Джухон. В декабре он выпустил два сингла в рамках участия в телешоу «Mix and the City». Один из них, «1(One)», был спродюсирован диджеем Джастином О, а другой, «Just One More», продюсировали Cash Cash с участием Джесси, Хёмин, Tritops, Джимин и Сием.
В июне 2018 года Хёнвон вновь выступил на фестивале электронной музыки Ultra Music Festival Korea, который проходил на гоночной трассе Everland Speedway в Сеуле. В июле он выпустил сингл «My Name» в сотрудничестве с Talksick и голландским диджеем Джимми Клэшем.
В июле 2019 года Хёнвон совместно с Хонбином из VIXX и продюсером Дрессом принял участие в проекте Pepsi The Love of Summer: The Performance. Песня «Cool Love» была выпущена 10 июля 2019 года.

### 2020-наст. время: Расширение в сфере написания песен, другие сольные проекты и дебют подгруппы
В 2020 году Хёнвон участвовал в написании, сочинении и аранжировке песни «Nobody Else» для альбома Monsta X Fatal Love. Он вновь сотрудничал с Джастином О, и это была первая песня, в создании которой он участвовал во всех аспектах. Песня была отмечена за широкий музыкальный диапазон Хёнвона, который значительно отличался по стилю от его EDM-треков в качестве диджея. В январе 2021 года песня заняла десятое место в чарте Billboard World Digital Song Sales.

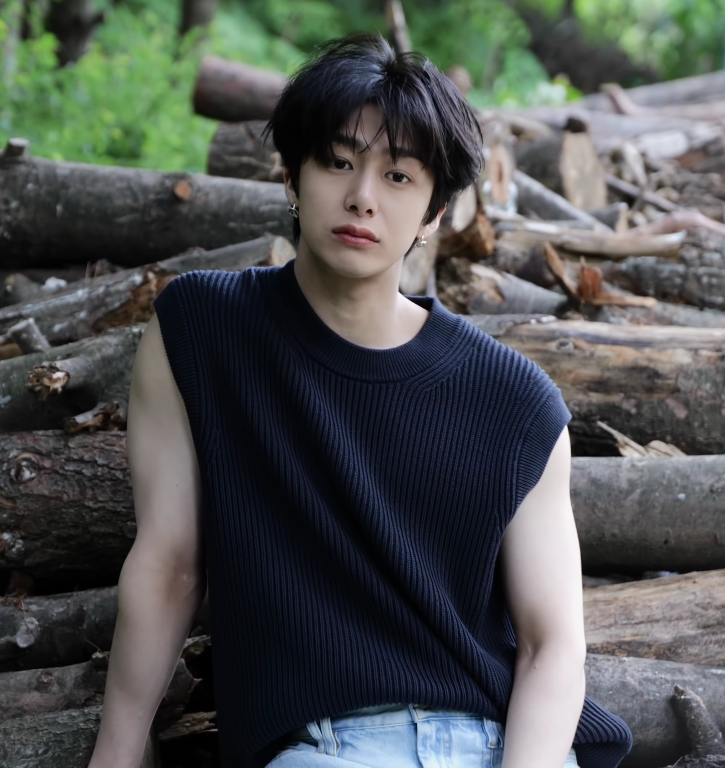
Хёнвон, 2021 год

В июне 2021 года Хёнвон и Минхёк были выбраны новыми участниками YouTube-канала «Inssa Oppa». Для шоу они трансформировались в различных «второстепенных персонажей» для каждого эпизода, чтобы представить последние тренды и продукцию глобального магазина G-Market в развлекательном формате. В июле Хёнвон вместе с другими участниками Monsta X — Шону и I.M — присоединился к летней кампании Pepsi Taste of Korea, выпустив промо-сингл «Summer Taste» вместе с Рейном, участницами Brave Girls Ючжон и Юной, а также участниками Ateez Хонджуном и Юнхо. В августе шоу MBC «Айдол радио» объявила о начале второго сезона, который стартовал 9 августа, с Хёнвоном в роли диджея вместе с другим участником группы Джухоном. Программа транслировалась в прямом эфире через Universe и выходила на MBC Radio. В ноябре Хёнвон снялся в новом веб-сериале на KakaoTV «Лети, снова» в роли Хан Ёхана, своей первой главной роли. Сюжет был сосредоточен на том, как он изменил свою мечту, от гениального танцора до айдола, после встречи с танцевальным клубом школы «Villainz». В декабре он выпустил OST для веб-сериала под названием «Picture», танцевальную песню. В декабре Хёнвон выступил в качестве одного из специальных судей в четвёртой миссии танцевального реалити-шоу Mnet «Street Dance Girls Fighter» для песни Monsta X «Autobahn», вместе с участниками группы Джухоном и I.M.
В марте 2022 года Хёнвон и Минхёк вернулись для шестого сезона шоу «Inssa Oppa». В этом сезоне они сосредоточились на концепции «что, если» и исполняли ситуационные пьесы на различные темы, свободно перемещаясь во времени — в прошлое, настоящее и будущее. 28 марта Хёнвон получил положительный результат теста на COVID-19. В сентябре Хёнвон получил главную роль в новой дораме TVING «Айдолмаркет» вместе с Сюмином из EXO и Ли Синёном, продюсеры — The Great Show. Дорама рассказывает о событиях, происходящих, когда бывшие участники айдол-группы управляют магазином. 30 сентября Хёнвон посетил вечеринку диджеев DJing party 2022 DG Night в баре Martini сети Dolce & Gabbana, а также открытие поп-ап магазина капсульной коллекции Tommy Hilfiger в сотрудничестве с Ричардом Куинном, где также присутствовала Наён из TWICE, в районе Чондам-дон, Сеул. 20 октября Хёнвон выступил ведущим и исполнил песни на первом зарубежном концерте MBC «Idol Radio Live in Tokyo», который прошел в Tokyo Garden Theater в Токио вместе с участниками его группы, Джухоном и Ёнджэ из GOT7, а также другими артистами.
В январе 2023 года Хёнвон посетил мероприятие по коллаборации Louis Vuitton и Яёи Кусама в районе Каннам-гу, Сеул. В феврале Хёнвон и Минхёк посетили церемонию открытия поп-ап магазина Dyson Style Lab в районе Сондон-гу, Сеул. Он снялся на обложке и дал интервью для девятого номера журнала Y Magazine под названием «Сохраняйте спокойствие и двигайтесь дальше». В марте было объявлено, что Хёнвон станет специальным ведущим шоу SBS «Inkigayo» вместе с Ким Джиын, начиная с апреля, и заканчивая в июле. В мае Starship Entertainment объявила, что он примет участие в новом сериале Genie TV «О! Ён-щим» в качестве специального гостя. 29 июня Хёнвон и Шону посетили открытие поп-ап мероприятия TAG Heuer «Iconic Collection Carrera», приуроченного к 60-летию бренда, в районе Каннам-гу, Сеул. 25 июля Хёнвон вместе с Шону сформировали первую официальную подгруппу Monsta X под названием Shownu X Hyungwon. Дуэт выпустил дебютный мини-альбом The Unseen с ведущим синглом «Love Me a Little».Хёнвон продюсировал «Love Me a Little», а также B-сайд песни «Roll with Me». В августе Хёнвон украсил обложку сентябрьского выпуска журнала Singles. В сентябре он запустил эксклюзивное веб-развлекательное шоу «Chae’s Drift» на YouTube, первый эпизод которого вышел 1 сентября. 9 сентября Хёнвон посетил открытие выставки архива Stone Island в районе Сондон-гу, Сеул. 20 сентября было объявлено, что он примет участие в саундтреке дорамы «Айдолмаркет», под названием «Now», баллада, выпущенная 22 сентября.
В мае 2025 года Хёнвон провел бесплатное фан-мероприятие после демобилизации из армии.

## Артистизм

### Музыкальный стиль и влияния
Тембр голоса Хёнвона часто выделяется в песнях с «эмоциональным настроением», склоняясь к «R&B», но при этом обладая «интенсивным ритмом и звуком». Он продемонстрировал свои способности в тех частях песни, которые «усиливают уровень погружения или изменение атмосферы», при этом его музыкальное настроение выражает «отчаяние», смешанное с «депрессией и гневом».

### Концепт и лирические темы
Релизные работы Хёнвона затрагивают темы боли, разрушения и эмоционального самоанализа. Его тексты часто изображают «готовность развалиться на части ради любимого человека, колеблясь между мольбами о любви под дождём и выражением жгучей жажды». Эти тексты не только отражают «недостижимую тоску», но и «демонстрируют непоколебимую преданность и надежду».

## Публичный имидж и влияние
Хёнвон известен как «многогранный артист» и часто получал многочисленные приглашения из индустрии. Он работал моделью для различных модных фотосессий и недель моды, а также диджеем на различных фестивалях.
В 2021 году Хёнвон был отмечен на «K-pop Star Street» в рамках культурных проектов Кванджу вместе с другими корейскими артистами, представлявшими город на мировой музыкальной сцене. Он регулярно попадал в список «Самых популярных K-pop звёзд» на Tumblr, занимая 44-е место в 2018 году, 51-е в 2019 году, 77-е в 2020 году, 70-е в 2021 году и 87-е в 2022 году. Также он входил в «Рейтинг силы брендов среди участников мужских групп», опубликованный Корейским институтом исследований корпоративной репутации, где занимал 27-е место в сентябре 2022 года, что является его лучшим результатом.
В августе 2022 года Хёнвон принял участие в веб-развлекательном шоу Ли Ёнджи «Not Much Prepared». Эпизод набрал более пяти миллионов просмотров в течение четырёх дней после выхода и занимал первое место в рейтинге самых популярных видео на YouTube в Южной Корее три дня подряд. Он также стал популярной темой в социальных сетях благодаря своей внешности и юмору.
Хёнвон начал заниматься продюсированием и созданием песен для других артистов. Он сочинил, написал и аранжировал песню «Complicated» для шестого мини-альбома AB6IX под названием Take a Chance. Также он написал две песни, «Bad Liar» и «Where Is This Love», для первого мини-альбома Гихёна под названием Youth. Хёнвон участвовал в качестве продюсера в рекламной кампании американского бренда спортивных напитков и продуктов питания Gatorade (с участием Юны Ким и Ли Донгука). Он продюсировал песню «Want U Back» группы Vanner, занявшую первое место в конкурсе «Peak Time», из их первого мини-альбома Veni Vidi Vici.

## Другая деятельность

### Посол бренда
В ноябре 2021 года в рамках промо-кампании Monsta X, посвящённой традиционной корейской культуре, Хёнвон и Минхёк приняли участие в озвучивании видео для YouTube-сериала «Kimchi Universe 3». Сериал был создан совместно Daesang Jonggajib и World Kimchi Research Institute при участии профессора Со Гёндука из Женского университета Сонсин. В видео рассказывается, как кимчхи стала известна во всём мире благодаря Азиатским играм 1986 года и Олимпиаде 1988 года в Сеуле. Кульминацией этого процесса стало включение кимчжан — традиционной практики приготовления и консервации кимчхи — в список нематериального культурного наследия человечества ЮНЕСКО в 2013 году.

### Продвижение
В июле 2019 года Хёнвон и Хонбин из VIXX стали представителями корейского рынка для глобальной кампании по продвижению напитков компании Pepsi под названием «The Love of Summer».
В июле 2021 года он присоединился к летней кампании Pepsi «Taste of Korea», организованной совместно с участниками групп Monsta X (Шону и I.M), Рейном, участницами Brave Girls (Ючжон и Юна) и участниками Ateez (Хонджун и Юнхо). 19 июля Хёнвон был выбран корейской косметической маркой Wellage в качестве новой модели по результатам кастинга, проведенного корейским звездным и модным журналом AtStyle.
В июле 2022 года он стал моделью для французской премиальной минеральной воды Evian, которая также выпустила лимитированную коллекцию с персонажем-биглем Снупи в рамках мужского журнала Esquire Korea. В августе Хёнвон рекламировал очищающее средство французской марки средств по уходу за кожей Avène в корейском журнале о моде, красоте и образе жизни Singles. В октябре он стал новой моделью для зимней коллекции американской марки джинсов Lee в корейском журнале о моде W Korea. 6 ноября Хёнвон продлил контракт с Wellage.
В апреле 2023 года он стал глобальным амбассадором американской мужской линии парфюмерии John Varvatos в мужском журнале GQ Korea. 21 августа французская марка люксовой косметики Givenchy Beauty выбрала Хёнвона в качестве новой модели для Parfums Givenchy в корейском журнале о моде, красоте и образе жизни Singles. В сентябре он рекламировал сезонную коллекцию американской модной марки Denim Tears в сотрудничестве с американской маркой джинсов Levi’s в журнале о стиле жизни Dazed Korea.

### Благотворительность
В январе 2022 года Хёнвон пожертвовал ₩500 000 через фандом-сервис My Favorite Idol в честь своего дня рождения. Средства будут направлены в Фонд благосостояния Мирал и использованы для поддержки инвалидов, изолированных из-за COVID-19. 30 марта он пожертвовал ₩10 000 000 через некоммерческую организацию Yeouldol, которая помогает детям с редкими заболеваниями, совместно с Wellage. 28 октября Хёнвон принял участие в благотворительном мероприятии «Love Your W» в рамках кампании по повышению осведомленности о раке груди, организованной журналом моды W Korea, вместе с коллегой по группе Минхёком. Мероприятие прошло в отеле Four Seasons в Гванхвэмуне, Сеул.
В феврале 2023 года он присоединился к проекту обложки для журнала моды Marie Claire Korea в рамках кампании «Happy Marie Birthday», чтобы поддержать проекты ЮНИСЕФ по обеспечению питьевой водой и санитарии, а также проект психологической и эмоциональной поддержки детей, подвергшихся насилию в семье и за её пределами, и детей, подверженных различным рискам. Это было сделано в честь 30-летия журнала совместно с французской ювелирной и часовой маркой Fred.
В январе 2024 года Хёнвон пожертвовал ₩1 150 000 корпорации Sanggawon, занимающейся поддержкой людей с инвалидностью, которая управляет в общей сложности шестнадцатью аффилированными организациями, включая Seunggawon Happy Village (жилой комплекс для детей с инвалидностью) и Mercy Welfare Town (жилой комплекс для взрослых с инвалидностью). Пожертвование было сделано в рамках кампании «Very Special Today, Fan Club Sponsorship» для пожизненной поддержки, обеспечения самостоятельности и реабилитационного лечения инвалидов в Корее через его фан-клуб. 15 января он пожертвовал iPad больнице Национального университета Чоннам Хвасун через анонимного фаната при помощи Donation Angel. Этот подарок будет передан детям и подросткам, проходящим стационарное и амбулаторное лечение, в честь его дня рождения.

## Личная жизнь

### Военная служба
Хёнвон был призван на обязательную военную службу в качестве действующего солдата 14 ноября 2023 года. Он служил в Столичной механизированной пехотной дивизии и был повышен до капрала в начале июня 2024 года за образцовую военную карьеру. Хёнвон также выступал в составе военного оркестра. Он был официально демобилизован 13 мая 2025 года.

## Дискография

### Синглы

#### Ведущий артист
| Название                                              | Год  | Альбом   | Ист.          |
| ----------------------------------------------------- | ---- | -------- | ------------- |
| «Interstellar» (с Джухонои и I.M feat. Yella Diamond) | 2015 | Trespass | [ 98 ] [ 99 ] |

#### Рекламные синглы
| Название                                                                               | Год  | Наивысшая позиция в чарте | Альбом                              |
| Название                                                                               | Год  | KOR DL                    | Альбом                              |
| -------------------------------------------------------------------------------------- | ---- | ------------------------- | ----------------------------------- |
| «Cool Love» (Prod. dress)(с Хонбином)                                                  | 2019 | —                         | The Love of Summer: The Performance |
| «Summer Taste»(с Рейном, Шону, I.M, Ючжон и Юна (Brave Girls), Хонджун и Юнхо (Ateez)) | 2021 | 54                        | Taste of Korea                      |
| «—» обозначает релизы, которые не попали в чарты или не были выпущены в этом регионе.  |      |                           |                                     |

### Саундтреки
| Название  | Год  | Альбом                  | Артист(ы) | Ист.    |
| --------- | ---- | ----------------------- | --------- | ------- |
| «Picture» | 2021 | Лети, снова OST Часть 1 | Хёнвон    | [ 101 ] |
| «Now»     | 2023 | Айдолмаркет OST Часть 4 | Хёнвон    | [ 57 ]  |

### Другие проявления
| Название                          | Год  | Альбом                      | Артист(ы)                                      | Ист.    |
| --------------------------------- | ---- | --------------------------- | ---------------------------------------------- | ------- |
| «BAM!BAM!BAM!»                    | 2017 | Неальбомный сингл           | DJ H.ONE and Justin Oh feat. Jooheon           | [ 14 ]  |
| «1(One)»                          | 2017 | Mix and the City OST Part 2 | DJ H.ONE feat. Jooheon and Kriz                | [ 102 ] |
| «Just One More» (Prod. Cash Cash) | 2017 | Mix and the City OST Part 4 | DJ H.ONE, Jessi, Хёмин, Tritops, Джимин, и Сие | [ 18 ]  |
| «My Name»                         | 2018 | Неальбомный сингл           | DJ H.ONE and Jimmy Clash feat. Talksick        | [ 22 ]  |

### Музыкальные видео
| Название       | Год  | Артист(ы)                                                                  | Режиссёр                      | Ист.    |
| -------------- | ---- | -------------------------------------------------------------------------- | ----------------------------- | ------- |
| «Summer Taste» | 2021 | Хёнвон, Рейн, Шону, I.M, Ючжон и Юна (Brave Girls), Хонджун и Юнхо (Ateez) | Чхве Ёнджи (PinkLabel Visual) | [ 103 ] |

## Фильмография

### Телесериалы
| Год  | Название  | Роль     | Примечания        | Ист.           |
| ---- | --------- | -------- | ----------------- | -------------- |
| 2023 | О! Ён-щим | Хан Ёхан | Специальный гость | [ 49 ] [ 104 ] |

### Веб-сериалы
| Год  | Название             | Роль     | Примечания         | Ист.    |
| ---- | -------------------- | -------- | ------------------ | ------- |
| 2017 | Пожалуйста, найди её | Чон Иксу | Роль второго плана | [ 12 ]  |
| 2021 | Лети, снова          | Хан Ёхан | Главная роль       | [ 105 ] |
| 2023 | Айдолмаркет          | Чо Иджун | Главная роль       | [ 40 ]  |

### Теле-шоу
| Год       | Название                   | Роль                | Примечания                                       | Ист.           |
| --------- | -------------------------- | ------------------- | ------------------------------------------------ | -------------- |
| 2014-2015 | No.Mercy                   | Участник            | Объявлен четвёртым участником в составе Monsta X | [ 7 ]          |
| 2017      | Mix and the City           | Актёрский состав    | as DJ H.ONE                                      | [ 106 ]        |
| 2020      | Hidden Singer              | Участник дискуссии  | с Гихёном для 6 сезона (5 эпизол)                | [ 107 ]        |
| 2021      | Street Dance Girls Fighter | Специальный судья   | С Джухоном и I.M                                 | [ 36 ]         |
| 2023      | Inkigayo                   | Специальный ведущий | с Ким Джиын                                      | [ 48 ] [ 108 ] |

### Веб-шоу
| Год       | Название     | Роль             | Примечания   | Ист.                   |
| --------- | ------------ | ---------------- | ------------ | ---------------------- |
| 2021-2022 | Inssa Oppa   | Актёрский состав | 5 и 6 сезоны | [ 30 ] [ 109 ] [ 110 ] |
| 2022      | X: New World | Актёрский состав | 2 сезон      | [ 111 ]                |
| 2023      | Chae’s Drift | Ведущий          | 1 сезон      | [ 55 ]                 |

### Радио-шоу
| Год       | Название    | Роль   | Примечания              | Ист.           |
| --------- | ----------- | ------ | ----------------------- | -------------- |
| 2021-2022 | Айдол радио | Диджей | С Джухоном для 2 сезона | [ 32 ] [ 112 ] |

### Мероприятия
| Год  | Название                     | Роль    | Примечания                      | Ист.    |
| ---- | ---------------------------- | ------- | ------------------------------- | ------- |
| 2025 | Asia Star Entertainer Awards | Ведущий | с Ким Хеюн и Ёнхуном (The Boyz) | [ 113 ] |

## Написание песен
Все права адаптированы из Корейской ассоциация авторского права на музыку, если не указано иное.
| Год  | Артист(ы)                             | Песня                 | Альбом                 | Лирика | Лирика                                                                         | Музыка | Музыка                                                                                           | Аранжировка | Аранжировка                    |
| Год  | Артист(ы)                             | Песня                 | Альбом                 | Указан | Совместно                                                                      | Указан | Совместно                                                                                        | Указан      | Совместно                      |
| ---- | ------------------------------------- | --------------------- | ---------------------- | ------ | ------------------------------------------------------------------------------ | ------ | ------------------------------------------------------------------------------------------------ | ----------- | ------------------------------ |
| 2017 | DJ H.ONE X Justin Oh feat. Jooheon    | «BAM!BAM!BAM!»        | Неальбомный сингл      | Нет    | н/д                                                                            | Да     | Justin Oh                                                                                        | Нет         | н/д                            |
| 2017 | DJ H.ONE feat. Kriz and Jooheon       | «1(One)»              | Mix and the City Pt. 2 | Нет    | н/д                                                                            | Да     | Justin Oh, Kriz                                                                                  | Нет         | н/д                            |
| 2018 | DJ H.ONE X Jimmy Clash feat. Talksick | «My Name»             | Неальбомный сингл      | Нет    | н/д                                                                            | Да     | Jimmy Clash, Elke Tiel, Stas Swaczyna                                                            | Нет         | н/д                            |
| 2019 | Monsta X feat. French Montana         | «Who Do U Love?»      | All About Luv          | Да     | French Montana, Monsta X, Torrey Jake, Conrad Noah Patrick, Henig Daniel Doron | Да     | French Montana, Monsta X, Torrey Jake, Conrad Noah Patrick, Henig Daniel Doron                   | Нет         | н/д                            |
| 2019 | Monsta X                              | «Middle of the Night» | All About Luv          | Нет    | н/д                                                                            | Да     | Monsta X, Ali Payami, Mitchell John Lathrop                                                      | Нет         | н/д                            |
| 2020 | Monsta X feat. Pitbull                | «Beside U»            | All About Luv          | Нет    | н/д                                                                            | Да     | Pitbull, Monsta X, Angel Lopez, Daniel Ryan Winsch, Eshy Gazit, Federico Vindver, Timothy Mosley | Нет         | н/д                            |
| 2020 | Monsta X                              | «Nobody Else»         | Fatal Love             | Да     | Jantine Annika Heij, I.M, Justin Oh                                            | Да     | Jantine Annika Heij                                                                              | Да          | Jantine Annika Heij            |
| 2021 | Monsta X                              | «Secrets»             | One of a Kind          | Да     | Jantine Annika Heij, Joohoney, I.M, Justin Oh                                  | Да     | Justin Oh, Jantine Annika Heij                                                                   | Да          | Justin Oh, Jantine Annika Heij |
| 2021 | Monsta X                              | «Bebe»                | One of a Kind          | Да     |                                                                                | Нет    | н/д                                                                                              | Нет         | н/д                            |
| 2021 | Monsta X                              | «Mercy»               | No Limit               | Да     | Jantine Annika Heij, Joohoney, I.M, Justin Oh                                  | Да     | Justin Oh, Jantine Annika Heij                                                                   | Да          | Justin Oh, Jantine Annika Heij |
| 2022 | Monsta X                              | «Wildfire»            | Shape of Love          | Да     | Jantine Annika Heij, Joohoney, I.M, Justin Oh                                  | Да     | Jantine Annika Heij, Joohoney, I.M, Justin Oh                                                    | Нет         | н/д                            |
| 2022 | Хёнвон                                | «Wildfire»            | Shape of Love          | Да     | Jantine Annika Heij, Justin Oh                                                 | Да     | Jantine Annika Heij, Justin Oh                                                                   | Нет         | н/д                            |
| 2022 | AB6IX                                 | «Complicated»         | Take a Chance          | Да     | Jantine Annika Heij, Justin Oh, Park Woo-jin                                   | Да     | Justin Oh, Jantine Annika Heij                                                                   | Да          | Justin Oh                      |
| 2022 | Гихён                                 | «Bad Liar»            | Youth                  | Да     | Jantine Annika Heij, Justin Oh                                                 | Да     | Justin Oh, Jantine Annika Heij                                                                   | Да          | Justin Oh                      |
| 2022 | Гихён                                 | «Where Is This Love»  | Youth                  | Да     | Jantine Annika Heij, Justin Oh                                                 | Да     | Justin Oh, Jantine Annika Heij                                                                   | Да          | Justin Oh                      |
| 2023 | Monsta X                              | «Beautiful Liar»      | Reason                 | Да     | Joohoney, I.M, Brother Su, Kim Eung-ju                                         | Нет    | н/д                                                                                              | Нет         | н/д                            |
| 2023 | Monsta X                              | «Lone Ranger»         | Reason                 | Да     | Joohoney, I.M, Jantine Annika Heij, Justin Oh                                  | Да     | Justin Oh, Jantine Annika Heij, Britt Pols                                                       | Да          | Justin Oh                      |
| 2023 | Shownu X Hyungwon                     | «Love Me a Little»    | The Unseen             | Да     | Justin Oh, Jantine Annika Heij, Rudi Zygadlo                                   | Да     | Justin Oh, Jantine Annika Heij, Rudi Zygadlo                                                     | Да          | Justin Oh                      |
| 2023 | Shownu X Hyungwon                     | «Roll with Me»        | The Unseen             | Да     | Justin Oh, Roel Rats, Marcia «Misha Angèle» Sondeijker, Jim van Hooff          | Да     | Justin Oh, Roel Rats                                                                             | Да          | Justin Oh                      |
| 2023 | Vanner                                | «Want U Back»         | Veni Vidi Vici         | Да     | Justin Oh, Jantine Annika Heij, Gon, Sungkook                                  | Да     | Justin Oh, Jantine Annika Heij                                                                   | Да          | Justin Oh                      |

## Награды и номинации
| Награда                     | Год  | Категория               | Работа / Номинант | Результат    | Ист.    |
| --------------------------- | ---- | ----------------------- | ----------------- | ------------ | ------- |
| Телепремия «Голубой дракон» | 2022 | Лучшая мужская роль     | Лети, снова       | В шорт-листе | [ 116 ] |
| Телепремия «Голубой дракон» | 2022 | Награда за популярность | Лети, снова       | Номинация    | [ 117 ] |

### Комментарии
1. ↑  «Cool Love» был выпущен в качестве промо-сингла в сотрудничестве с Pepsi[24].
2. ↑  "Summer Taste" был выпущен в качестве рекламного сингла в сотрудничестве с компанией Pepsi[31].